# Worcester (Vermont, statisztikai település)
Worcester statisztikai település az Amerikai Egyesült Államok Vermont államában, Washington megyében. Lakosainak száma 120 fő (2020. április 1.).

## Népesség
A település népességének változása:

| 2010 | 112 |
| 2020 | 120 |